# 処女の祝別
処女の祝別（しょじょのしゅくべつ、consecration of virgins）とは、カトリック教会で処女を祝別することである。
処女の祝別式は500年頃からあるとされている。1970年まで修道会の会員に限定されていたが、教皇パウロ6世の改定により、世俗にいる女性も処女性を奉献できるようになった。
処女は司教あるいは代理者によって祝別され、生涯処女であることを誓約する。